# Горская (Сестрорецк)
Го́рская — исторический район города Сестрорецка Курортного района Санкт-Петербурга. Расположена южнее Горского ручья.

## Этимология
Первоначальное название — Равомяки (фин. Revonmäki), переводится как «лисья гора». Оно появилось до основания Сестрорецка. С 1840 года употреблялось также наименование Гора, связанное с тем, что селение расположено на самой высокой части песчаного выступа Литоринового уступа.

## История
В начале XX века здесь сложился дачный посёлок Горская.
В годы Великой Отечественной войны через Горскую и Лисий Нос проходила Малая дорога жизни, по которой шло снабжение Кронштадта и Ораниенбаумского (Приморского) плацдарма. В 1941—1944 годах с северного побережья Невской губы через остров Котлин на Ораниенбаумский плацдарм тянулась сеть ледовых дорог, которой многие эвакуированные обязаны жизнью. В память об этом в Кронштадте на северном берегу установлен памятник.
В 1997 году он был включён в состав Сестрорецка.

## География
Горская расположена в нескольких сотнях метров от берега Финского залива. В непосредственной близости от Горской в посёлке Лисий Нос (Приморский район Санкт-Петербурга) расположена железнодорожная платформа Горская Сестрорецкой железной дороги, между станцией Лисий Нос и платформой Александровская.
Рядом с Горской в посёлке Лисий Нос расположены точки отсчёта километража Кольцевой автомобильной дороги вокруг Санкт-Петербурга. Южнее Горской по границе Горского кладбища, оси железной дороги и крайним улицам посёлка Лисий Нос проходит граница между Приморским и Курортным районами Санкт-Петербурга.

## Топонимия
По Горской получили свои названия следующие улицы в посёлке:
- Большая Горская улица
- Малая Горская улица
- Горский переулок

## Фото

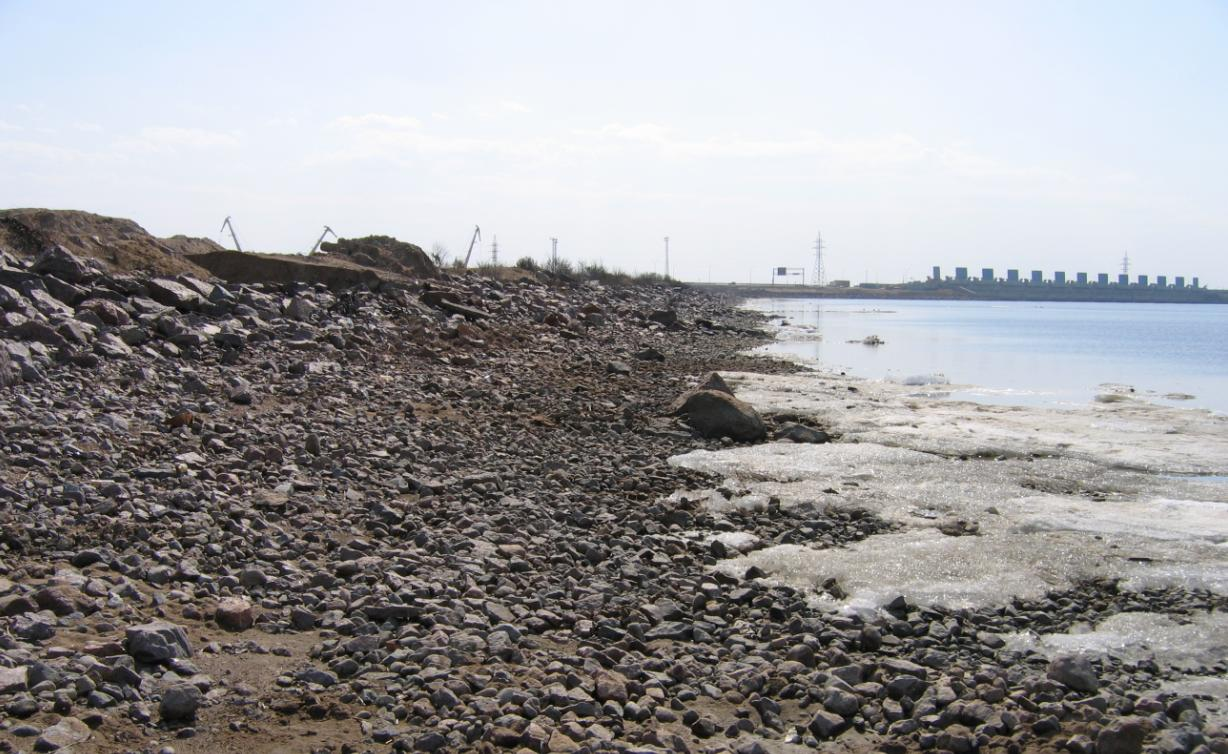
Вид на комплекс защитных сооружений Санкт-Петербурга от наводнений со стороны посёлка Горская
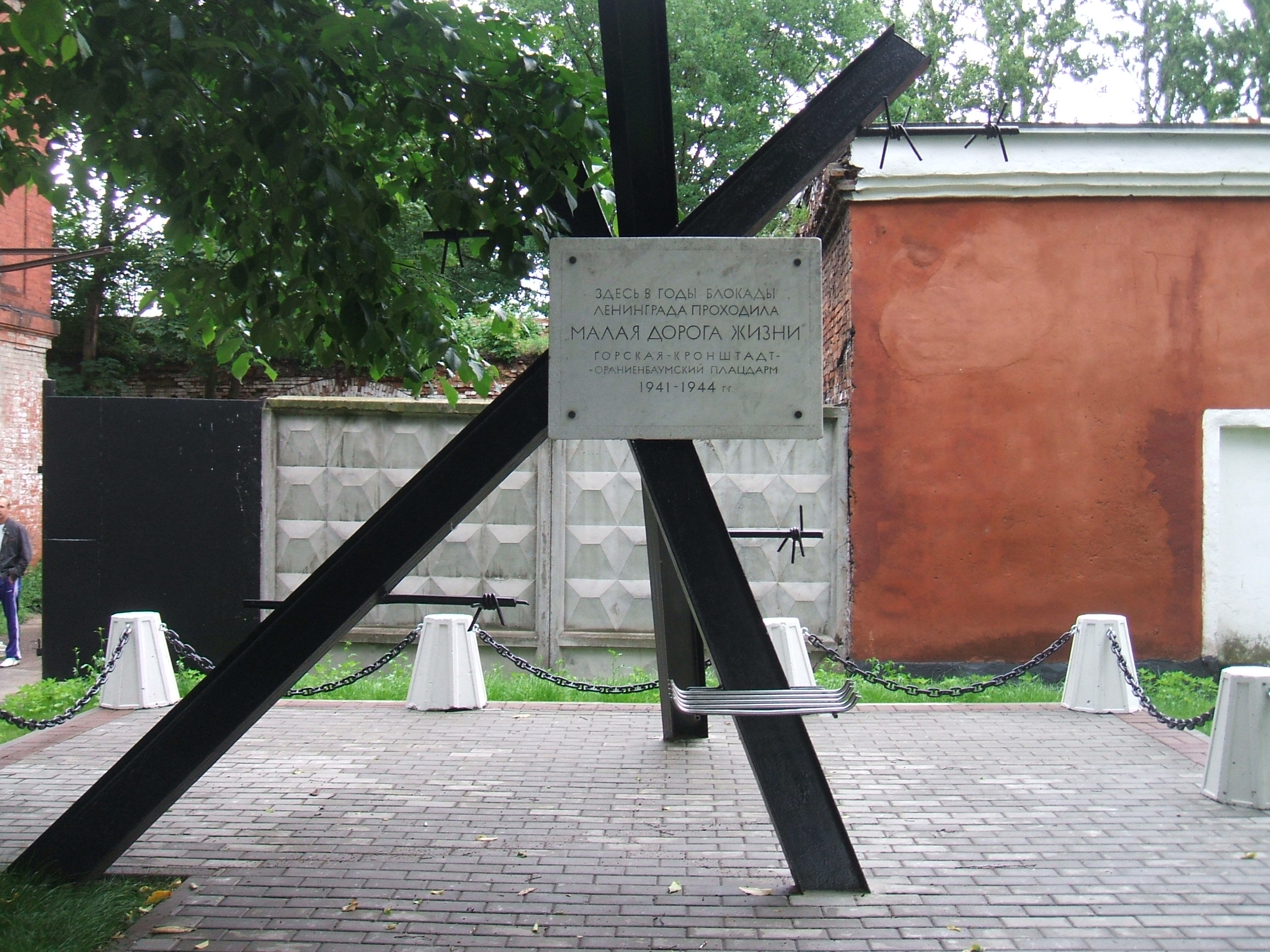
Памятник «Малая дорога жизни» в Кронштадте